# Schwachhausen
Schwachhausen este un sector în orașul hanseatic Bremen , Germania. 

## Galerie de imagini

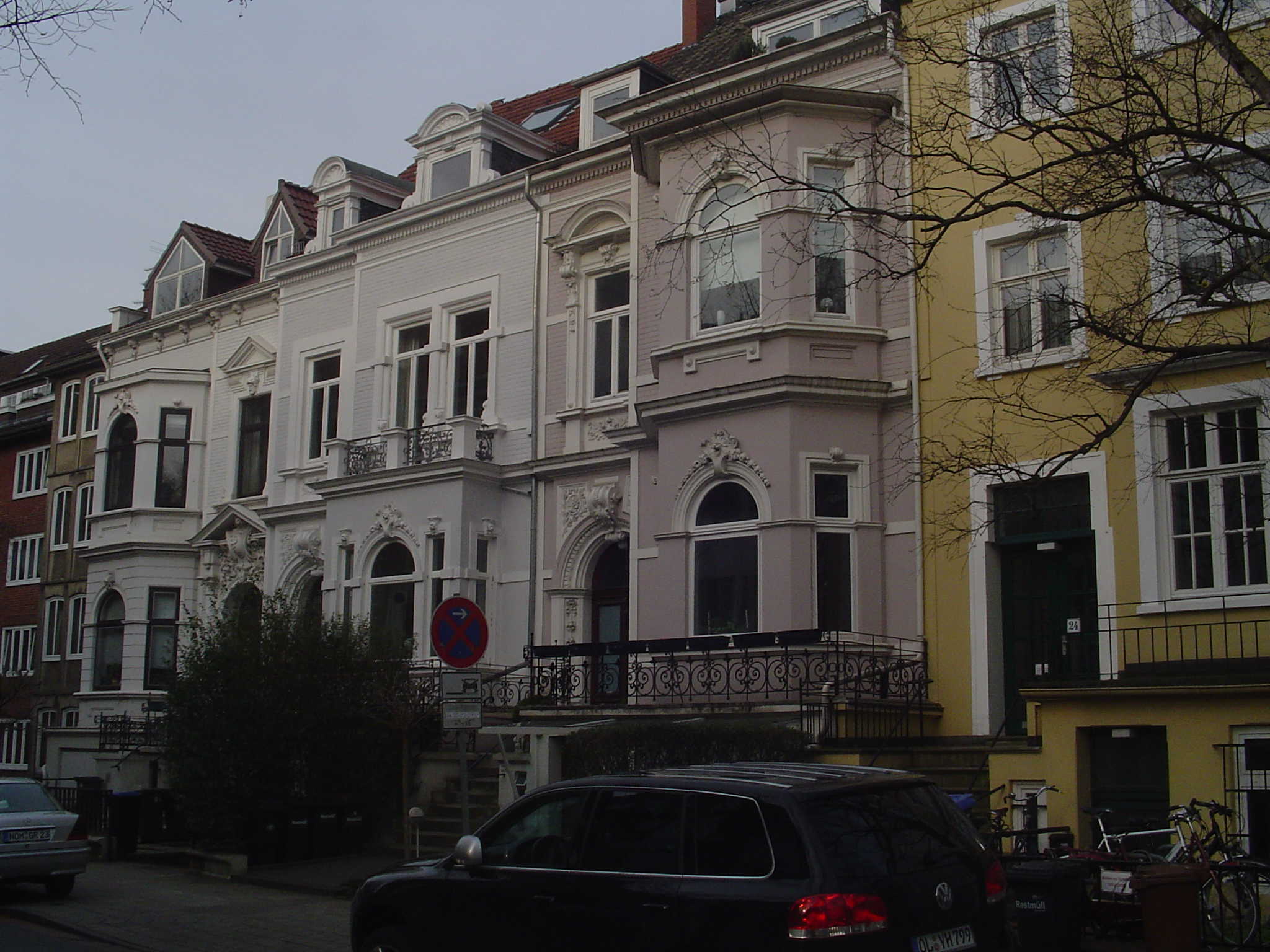
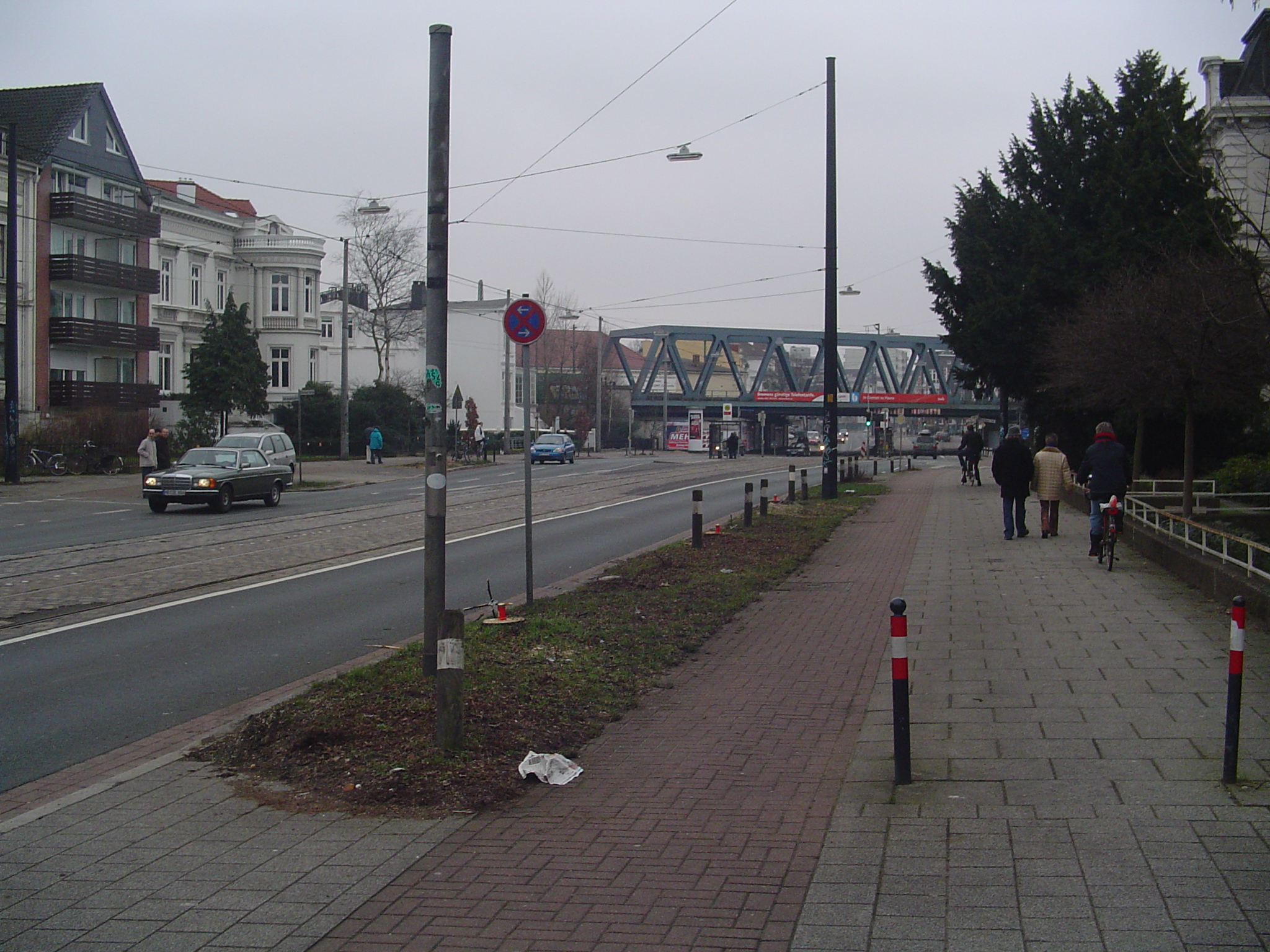
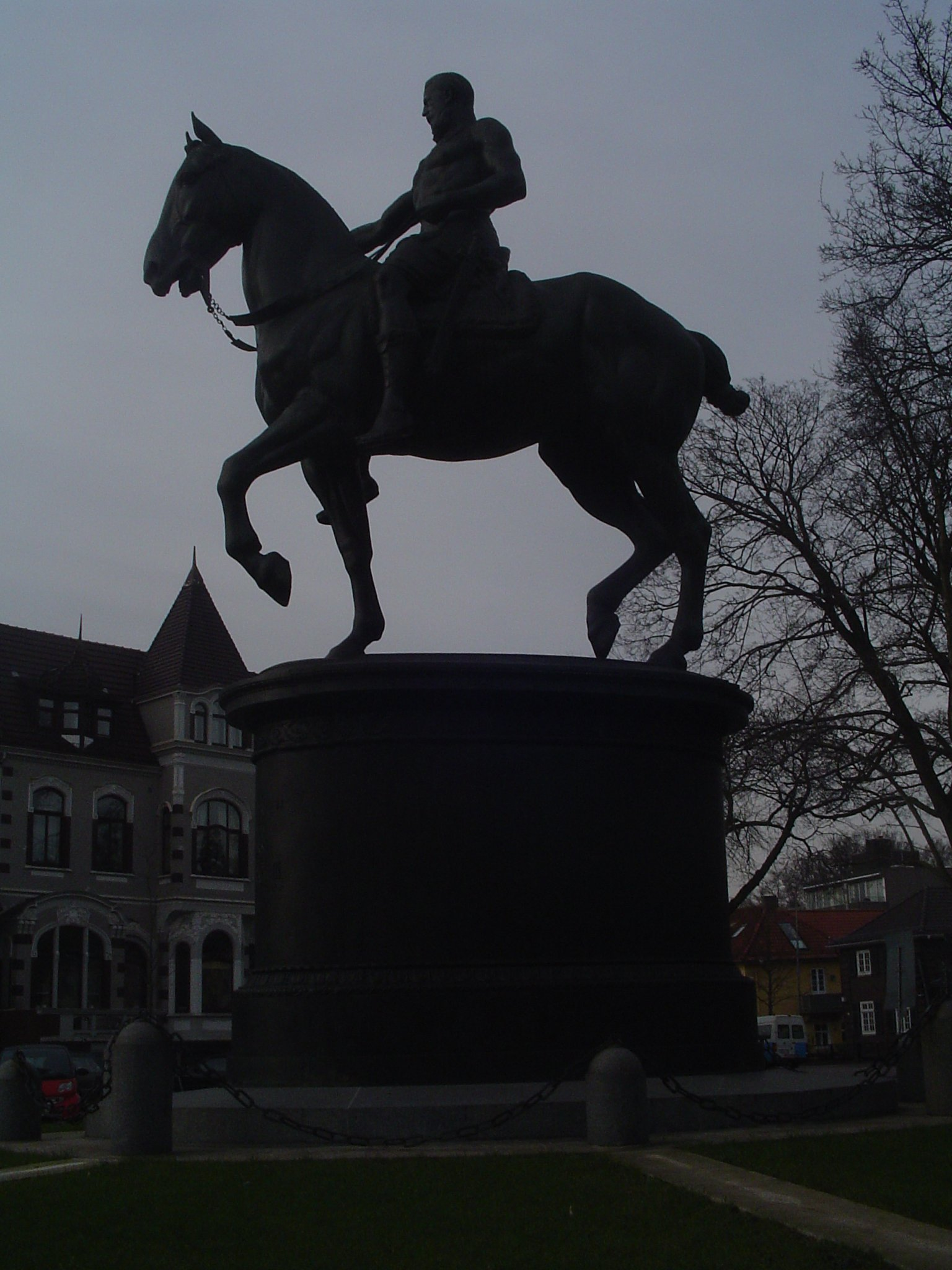
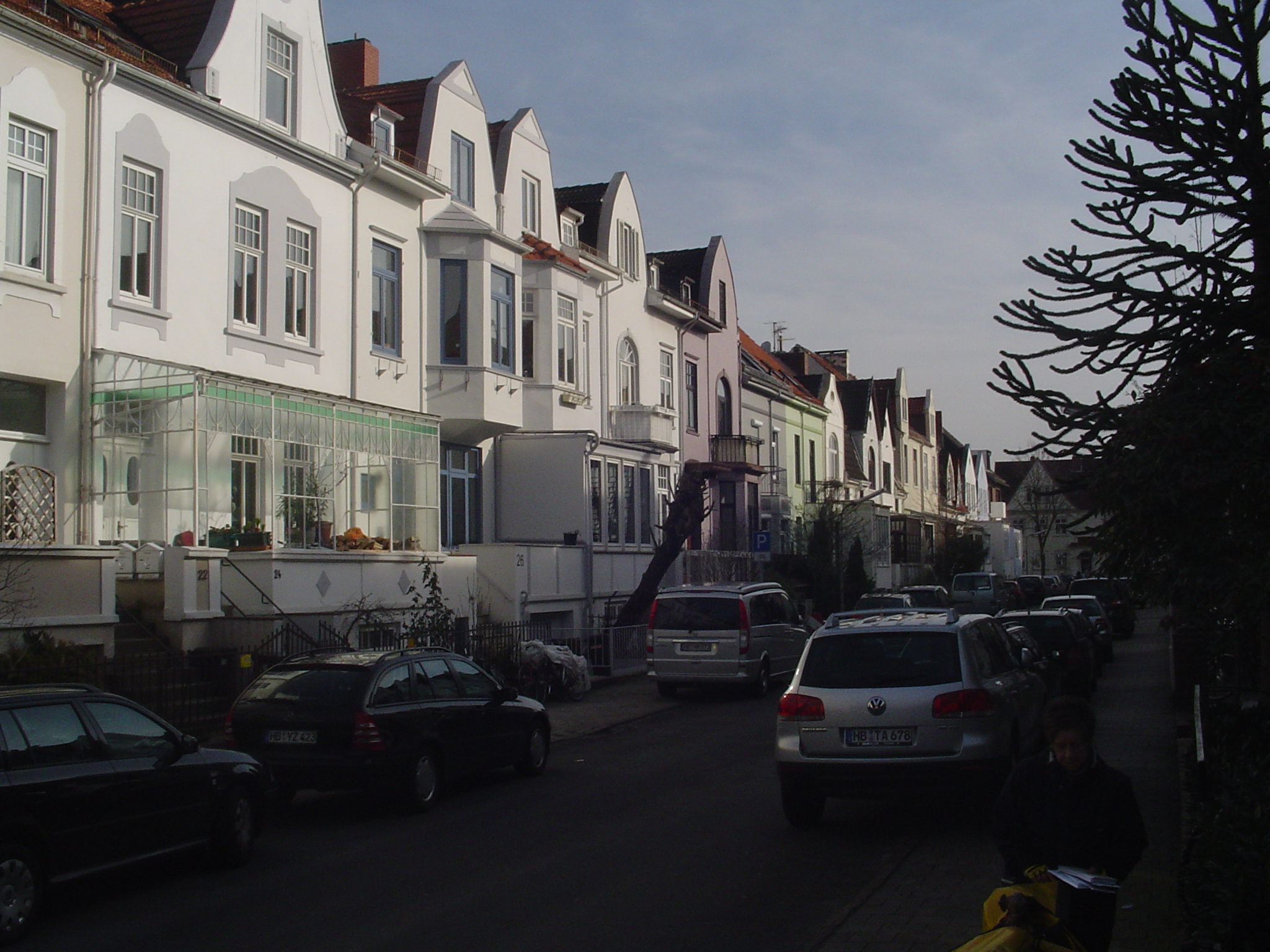